# Halil Mutlu
Halil Mutlu (ur. 14 lipca 1973 w Postniku w Bułgarii jako Huben Hubenow) – turecki sztangista, trzykrotny mistrz olimpijski, wielokrotny medalista mistrzostw świata i Europy.

## Kariera
Mutlu urodził się w Bułgarii, jednak pod koniec lat 80. wyjechał do Turcji i reprezentował barwy tego kraju. Pierwszy sukces osiągnął w 1991 roku, kiedy podczas mistrzostw Europy we Władysławowie zdobył brązowy medal w wadze muszej. Wynik ten powtórzył na mistrzostwach Europy w Szekszárdzie w 1992 roku, a rok później wywalczył srebro na mistrzostwach świata w Melbourne. W zawodach tych rozdzielił na podium Bułgara Iwana Iwanowa i Go Gwang-gu z Korei Południowej. W międzyczasie wystąpił też na igrzyskach olimpijskich w Barcelonie, gdzie rywalizację w wadze muszej ukończył na piątej pozycji. W 1994 roku zwyciężył na mistrzostwach świata w Stambule, a rok później był drugi podczas mistrzostw świata w Guangzhou, gdzie wyprzedził go tylko Chińczyk Zhang Xiangsen. Na igrzyskach w Atlancie w 1996 roku zdobył złoty medal z wynikiem 287,5 kg, pokonując Xiangsena i Sewdalina Minczewa z Bułgarii.
Od 1998 roku startował w wadze koguciej. Jeszcze w tym samym roku zdobył złoty medal na mistrzostwach świata w Lahti, wynik ten powtarzając na MŚ w Atenach (1999) i MŚ w Antalyi (2001). W 2000 roku zwyciężył także na igrzyskach olimpijskich w Sydney, ustanawiając wynikiem 305 kg rekord świata w dwuboju. Wyprzedził tam dwóch Chińczyków: Wu Wenxionga i Zhanga Xiangxianga.
Od 2003 roku startował w wadze piórkowej, zdobywając między innymi złoty medal na mistrzostwach świata w Vancouver. Ostatni medal wywalczył w 2008 roku, zwyciężając w tej samej kategorii wagowej podczas mistrzostw Europy w Lignano Sabbiadoro. Łącznie na mistrzostwach kontynentu zdobył 9 tytułów mistrzowskich (1994, 1995, 1996, 1997, 1999, 2000, 2001, 2003 i 2008) oraz jeden tytuł mistrza Europy juniorów (1993).
W 1999 roku został sportowcem roku w Turcji. Łącznie ustanowił ponad 20 rekordów świata, w tym aktualne w rwaniu (138,5 kg, 2001) i dwuboju (305,0 kg, 2000). W 2005 roku zdyskwalifikowano go na 2 lata za stosowanie niedozwolonego sterydu anabolicznego, nandrolonu.
Mierzy zaledwie 150 cm.